# Американское общество по связям с общественностью
Американское общество по связям с общественностью (PRSA) является некоммерческой торговой ассоциацией для специалистов по связям с общественностью. Он был основан в 1947 году путем объединения Американского совета по связям с общественностью и Национальной ассоциации советов по связям с общественностью. В том же году прошла первая ежегодная конференция и церемония награждения. В 1950-х и 1960-х годах общество разработало свой кодекс поведения, программу аккредитации и студенческое общество под названием «Студенческое общество по связям с общественностью Америки».

## История
Общество по связям с общественностью Америки было образовано в 1947 году путем объединения Американского совета по связям с общественностью и Национальной ассоциации советов по связям с общественностью.  Общество провело свою первую ежегодную конференцию в Филадельфии [5], где Ричарду Фальку дали первую «ежегодную цитату» PRSA за продвижение в сфере связей с общественностью. Несколько этических нарушений на местах привели к обсуждению этики в обществе. На ежегодной конференции 1952 года спикер использовал Адольфа Гитлера в качестве примера потенциального злоупотребления коммуникациями. Общество опубликовало свой первый кодекс поведения и первые награды за наковальню два года спустя.  Кодекс поведения был позже ратифицирован в 1959 году и снова в 1963 году.  PRSA объединилась с Американской ассоциацией по связям с общественностью в 1961 году и начала свою программу аккредитации для специалистов по связям с общественностью в следующем году.  Американское общество по связям с общественностью (PRSSA) было создано в 1967 году на основе предложений профессора Уолтера Сейфера из Университета штата Огайо.
В 1970-х - начале 1980-х годов число членов PRSA увеличилось, что совпало с увеличением числа женщин, занятых в этой области. У PRSA была первая женщина-президент в 1972 году  и вторая женщина-президент в 1983 году.  В 1981 году 78 процентов студенческого общества PRSA составляли женщины, по сравнению с 38 процентами в 1968 году.  Общество выросло до 9000 членов к 1981 году,  с 4500 членов в 1960 году.  В 1977 году Федеральная торговая комиссия (FTC) заявила, что кодекс поведения PRSA запрещает добросовестную конкуренцию, требуя от членов не запрашивать клиентов у других членов. Он издал распоряжение о согласии, в соответствии с которым PRSA требовало удалить из своего кодекса поведения содержание, содержащее сексистские выражения, не поощряло вымогательство клиентов у других членов или поощряло деятельность по установлению цен.    Первое определение PRSA по связям с общественностью было создано в 1982 году как «Связи с общественностью помогает организации и ее публике взаимно адаптироваться друг к другу».В 1986 году тогдашний президент PRSA Энтони Франко подал в отставку после того, как выяснилось, что он обвиняется в Инсайдерская торговля Комиссией по ценным бумагам. Отдел PRSA по благотворительности, Фонд PRSA, был основан в 1990 году. 
В 1994 году О'Дуайер из PR-журнала O'Dwyer заявил, что PRSA нарушает законы об авторском праве, одалживая статьи из USA Today, The New York Times, O'Dwyer и других. Хотя О'Дуайер критиковал PRSA с 1970-х годов , это часто считается началом долгосрочного спора между PRSA и О'Дуайером  , который PR News назвал «никогда заканчивая взад-вперед. " В 1996 и 2011 годах О'Двайер раскритиковал PRSA по таким вопросам, как финансовая прозрачность, аудит и расходы в контексте предлагаемого увеличения членских взносов. PRSA сказал, что увеличение было вызвано увеличением услуг для членов.

## Организация
PRSA организована как некоммерческая организация и регулируется рядом уставов. Председатель назначается каждый год и избирается на основе голосования Ассамблеи лидеров. Лидерская ассамблея состоит из одного делегата на каждые 100 членов, а также всех, кто занимает выборную должность. Выборные должности в PRSA проводятся на добровольной основе. Совет директоров может предложить изменения членского взноса, которые должны быть утверждены собранием. Правление имеет полномочия создавать или распускать целевые группы и комитеты, а также отзывать или вознаграждать статус членов. Совет по этике и профессиональным стандартам PRSA и Совет по универсальной аккредитации дают рекомендации относительно кодекса поведения и программ аккредитации соответственно. PRSA имеет более 100 глав в десяти округах, почти 375 глав для студентов и 14 групп по интересам.
С 1970-х годов PRSA ограничила право участвовать в национальном собрании группы или добиваться избрания в национальный совет теми, кто имеет сертификат APR. Требование к собранию было отменено в 2004 году, но было сохранено для тех, кто ищет членство в совете. В 2010 году восстание во главе с Ричардом Эдельманом и группой, называющей себя «Комитет за демократическое PRSA», потребовало отмены ограничения.  Попытка отменить правило потерпела поражение в ходе голосования на сессии этого года [38]. В 2003 году предложение о внесении изменений в устав общества, чтобы позволить не аккредитованным профессионалам баллотироваться в офисы PRSA, было отклонено, но предложение прошло в следующем году. 

## Услуги
Члены PRSA получают доступ к набору инструментов, которые способствуют профессиональному развитию и карьерному росту.  PRSA является членом Совета по универсальной аккредитации (UAB), в котором действует программа аккредитации APR (аккредитация по связям с общественностью), которая оценивает специалиста по связям с общественностью в четырех категориях: исследования, планирование, внедрение и оценка. Аккредитация обычно предоставляется кандидатам с опытом работы от пяти до семи лет после завершения письменных и устных экзаменов. Около 20 процентов членов PRSA аккредитованыю PRSA принимает награды Anvil, которые выдаются на основе четырех компонентов: исследования, планирование, исполнение и оценка.  Золотая Наковальня вручается отдельным лицам. Серебряная Наковальня присуждается за стратегию и Бронза за тактику.  Он также выпускает награды, такие как Grand Gold Pick, Rookie of the Year, Lifetime Achievement и пиарщик года. 
Общество по связям с общественностью Америки публикует кодекс этики. Членам, нарушившим кодекс, может быть отказано в членстве , как правило, согласно его мандату, члены «не участвуют в какой-либо практике, которая имеет тенденцию нарушать целостность каналов общественного общения», и что члены действуют «в соответствии с общественным благосостоянием». Кодекс также предусматривает, что члены PRSA будут определять источник своих сообщений, избегать уничижительных методов и не злоупотреблять инсайдерской информацией. Согласно кодексу поведения, участники должны «защищать и развивать свободный поток точной и правдивой информации; способствовать принятию обоснованных решений посредством открытого общения ... и работать над укреплением доверия общественности к профессии». Кодекс заявляет, что члены "придерживаются самых высоких стандартов точности и правды". История в CBS раскритиковала код: «Покажите мне пиарщика, который является« точным »и« правдивым », и я покажу вам пиарщика, который является безработным». Кодекс этики был пересмотрен в 1954 году. 1959, 1963, 1977, 1983, 1988 и 2000 гг.  

## Исследования и пропаганда
Общество связей с общественностью Америки и Ассоциация по образованию в области журналистики и массовых коммуникаций заказали исследования в 1975 и 1987 годах о состоянии связей с общественностью в сфере образования. Они обнаружили, что слишком многие классы преподаются преподавателями, имеющими небольшой опыт или вообще не имеющими опыта в этой области, и что большинство из них не имеют степени аспирантуры. Исследования установили несколько стандартов в образовании, в том числе 75 процентов курсовой работы для специалистов по связям с общественностью вне рамок.  В 1991 году в PRSA была организована Целевая группа по структуре и роли в связях с общественностью, которая обнаружила, что преподавателям по связям с общественностью все еще не хватает практического опыта. В 1993 году PRSA опубликовала «Руководство по профессиональной карьере», в котором классифицировались навыки и знания, которые были необходимы на пяти различных уровнях чьей-либо карьеры. PRSA также выступает за то, чтобы программы MBA включали коммуникационные программы, поэтому руководители предприятий будут более подготовлены к кризису. 
PRSA выступает за доверие, доверие и уважение к связям с общественностью как профессии, полагая, что PR может способствовать открытому общению, которое позволяет информированной общественности и поддерживает демократический процесс.  В 1999 году Национальный индекс доверия от PRSA обнаружил, что пиарщики были среди наименее авторитетных профессий в качестве представителя.  PRSA возражал против действий Redner Group в 2011 году, когда пиар-компания пригрозила занести в черный список СМИ, которые дали Duke Nukem негативные отзывы.  В 2012 году подкомитет Сената расследовал расходы на связь и рекламу одиннадцати государственных учреждений. PRSA выступила против расследования, представив, что усилия отвергли ценность общественных отношений в правительстве. 

## Внешние ссылки
- http://www.prsa.org/